# St. Florinskirche in Vaduz
St. Florinskirche in Vaduz er en nygotisk treskibet kirke i Vaduz, Liechtenstein opført i 1873 efter planer af Friedrich von Schmidt. I de følgende år blev den sidste tredjedel af det gamle byggeri stammende fra det første årtusinde nedlagt. Kirkens patron er St. Florins, der stammer fra Vinschgau og levede i det 7. århundrede.

## Katedral
Pave Johannes Paul 2. har med den apostolske konstitution "Ad satius consulendum" af 2. december 1997 trukket fyrstedømmet Liechtenstein ud af Chur bispedømme og oprettet Vaduz ærkebispedømme, hvortil første ærkebiskop blev Wolfgang Haas. Sognekirken blev dermed ophøjet til katedral.

## Sogn
Sognet St. Florin omfatter kommunen Vaduz, der har et areal på 17.284 km² og et indbyggertal på 5.038, hvoraf 3.616 er katolikker. Det blev stiftet i 1873, hvor det udgik fra sognet Schaan.
47°8′10.32″N 9°31′21.72″Ø / 47.1362000°N 9.5227000°Ø